# 지구 위협 천체

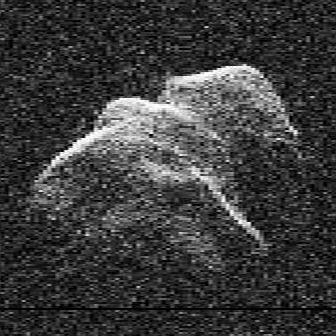
레이다로 관측된 지구위협천체 4179 토타티스

지구위협 천체(地球威脅天體, Potentially Hazardous Object, PHO)는 근지구 소행성 중에 지구와 가깝게 다가올 수 있고, 충돌했을 때 지역적으로 큰 피해를 입힐 수 있는 천체를 가리킨다. 일부 혜성을 제외하고 대부분의 지구위협천체는 소행성이며, 이를 지구위협 소행성이라고 부르기도 한다. 구체적으로는 지구와 최소 궤도 교차 거리가 0.05 AU보다 작으며, H 절대등급이 22보다 작은 천체로 정의한다. 2020년 1월 현재 약 2000개의 지구위협 천체가 발견되었으며, 이중에 157개는 지름이 1 km보다 클 것으로 추정된다. 지구위협천체 중 향후 100년간 충돌을 배제할 수 없는 경우, 지구 충돌 위협이 있는 천체 목록인 제트추진연구소의 센트리(Sentry) 목록에 오르게 된다. 센트리 목록에는 2020년 1월 현재 43개의 지구위협 천체가 등재되어 있다.
지구위협 천체의 정의에 사용되는 최소 궤도교차거리 0.05 AU는 750만 km로, 지구-달 거리의 19.5배이다. 또한 H 절대등급이 22보다 작다는 정의는, 평균 반사율을 고려했을 때 지름이 약 140미터보다 큰 천체라는 것을 의미한다. 약 1500명의 부상자가 발생한 2013년 첼랴빈스크 운석 낙하는 이보다 훨씬 작은 불과 20미터 크기의 천체가 낙하해 발생한 사건이다.

## 같이 보기
- 어스그레이징 유성
- 세계재앙위험